# Eve Uusmees
Eve Uusmees   (Tallinn, 27 de desembre de 1936), posteriorment de casada Eve-Mai Maurer és una nedadora estoniana ja retirada, especialista en braça, que va competir durant les dècades de 1950 i 1960.
El 1960 va prendre part en els Jocs Olímpics d'Estiu de Roma, on quedà eliminada en sèries en els 200 metres braça del programa de natació.
En el seu palmarès destaca una medalla de plata en els 4x100 metres estils al Campionat d'Europa de natació de 1958. Va guanyar cinc títols nacionals soviètics: 100 metres braça (1960), 200 metres braça (1958–60) i 4x100 m estils (1958); i onze d'estonians (1953, 1956, 1958, 1960 a 1963). Va establir fins a 16 rècords estonians, tant en piscina llarga com curta. Un cop retirada va exercir d'entrenadora i administradora de natació.